# Канахинское сельское поселение
Канахинское сельское поселение — упразднённое муниципальное образование в составе Унинского района Кировской области России.
Центр — деревня Канахинцы.

## История
Канахинское сельское поселение образовано 1 января 2006 года согласно Закону Кировской области от 07.12.2004 № 284-ЗО.
Законом Кировской области от 27 июля 2007 года № 151-ЗО в состав поселения включены населённые пункты упразднённых Булатовского и Утинского сельских поселений.
К 2021 году упразднено в связи с преобразованием муниципального района в муниципальный округ.

## Население
| 2010 | 2012 | 2013 | 2014 | 2015 | 2016 | 2017 |
| ---- | ---- | ---- | ---- | ---- | ---- | ---- |
| 693  | ↘648 | ↘619 | ↘589 | ↘553 | ↘543 | ↘523 |
| 2018 | 2019 | 2020 | 2021 |      |      |      |
| ↘514 | ↘481 | ↘449 | ↘380 |      |      |      |

## Состав
| №  | Населённый пункт | Тип населённого пункта          | Население |
| -- | ---------------- | ------------------------------- | --------- |
| 1  | Канахинцы        | деревня, административный центр | 362       |
| 2  | Булатовцы        | деревня                         | 109       |
| 3  | Ермаки           | деревня                         | 11        |
| 4  | Кленовое         | деревня                         | 0         |
| 5  | Коркинцы         | деревня                         | 0         |
| 6  | Леденцово        | деревня                         | 0         |
| 7  | Мамоново         | деревня                         | 0         |
| 8  | Степная          | деревня                         | 32        |
| 9  | Уть              | село                            | 179       |
| 10 | Чечеры           | деревня                         | 0         |